# Abbots Ripton
Abbots Ripton est un village et une paroisse civile du Cambridgeshire, en Angleterre. Il est situé dans l'ouest du comté, à 6 km au nord de la ville de Huntingdon. Administrativement, il relève du district du Huntingdonshire.
Le village reste associé à l'accident ferroviaire d'Abbots Ripton (en), survenu en 1876. Plus récemment, il accueille le festival de musique Secret Garden Party (en) de 2004 à 2017.

## Géographie

### Localisation
Abbots Ripton est un village de l'Angleterre de l'Est. Il est situé dans l'ouest du comté du Cambridgeshire, à une trentaine de kilomètres au nord-ouest de la ville de Cambridge. La paroisse civile comprend également le hameau de Wennington, situé à 1,5 km au nord du village.

### Transports
La paroisse civile d'Abbots Ripton est traversée par la East Coast Main Line, grand axe ferroviaire qui relie Londres à Édimbourg. La gare d'Abbots Ripton (en) est ouverte en 1885 et reste desservie jusqu'à sa fermeture, en 1958.

## Toponymie
Le toponyme Ripton provient du vieil anglais et désigne une ferme (tūn) située près d'une bande de terrain (*rip). Il est attesté sous la forme Riptone vers 960. Dans le Domesday Book, compilé en 1086, le village figure sous le nom Riptune. L'élément Abbots, ajouté ultérieurement, signale son appartenance à l'abbaye de Ramsey et permet de le distinguer du village voisin de Kings Ripton, à quelques kilomètres au sud-est, qui est une propriété de la couronne anglaise.

## Histoire
Dans le Domesday Book, compilé à la fin du règne de Guillaume le Conquérant, le village de Riptune figure dans le hundred de Hurstingstone (en) et le comté du Huntingdonshire. Il compte alors 34 foyers et appartient à l'abbaye de Ramsey. Sa valeur annuelle est évaluée à 8 livres.
L'abbaye de Ramsey disparaît en 1537, dans le cadre de la dissolution des monastères ordonnée par le roi Henri VIII. La couronne accorde le manoir d'Abbots Ripton à un certain John St John. Son héritier, le comte de Bolingbroke (en) Oliver St John (en), en transfère la propriété à Hugh Awdley. À sa mort, le domaine est partagé entre ses petits-neveux Nicholas et Thomas Bonfoy. La part de Thomas passe par mariage dans la famille Caesar avant d'être rachetée en 1760 par William Fellowes, ancêtre des  barons de Ramsey (en). Ces derniers rachètent la part des descendants de Nicholas dans les années 1850.
Le 21 janvier 1876, Abbots Ripton est le théâtre d'un grave accident ferroviaire (en). En plein blizzard, le Flying Scotsman d'Édimbourg à Londres entre en collision avec un train de marchandises. Dans un deuxième temps, un train express de Londres à Édimbourg vient heurter les débris de la première collision. Cet accident, qui cause 13 morts et 59 blessés, entraîne des modifications radicales de la signalisation ferroviaire britannique.

## Démographie
Au recensement de 2011, la paroisse civile d'Abbots Ripton comptait 305 habitants.
| Année      | 1911 | 1921 | 1931 | 1951 | 1961 | 1971 | 1981 | 1991 | 2001 | 2011 |
| ---------- | ---- | ---- | ---- | ---- | ---- | ---- | ---- | ---- | ---- | ---- |
| Population | 379  | 354  | 343  | 357  | 370  | 283  | 246  | 251  | 309  | 305  |

## Culture locale et patrimoine

### Lieux et monuments

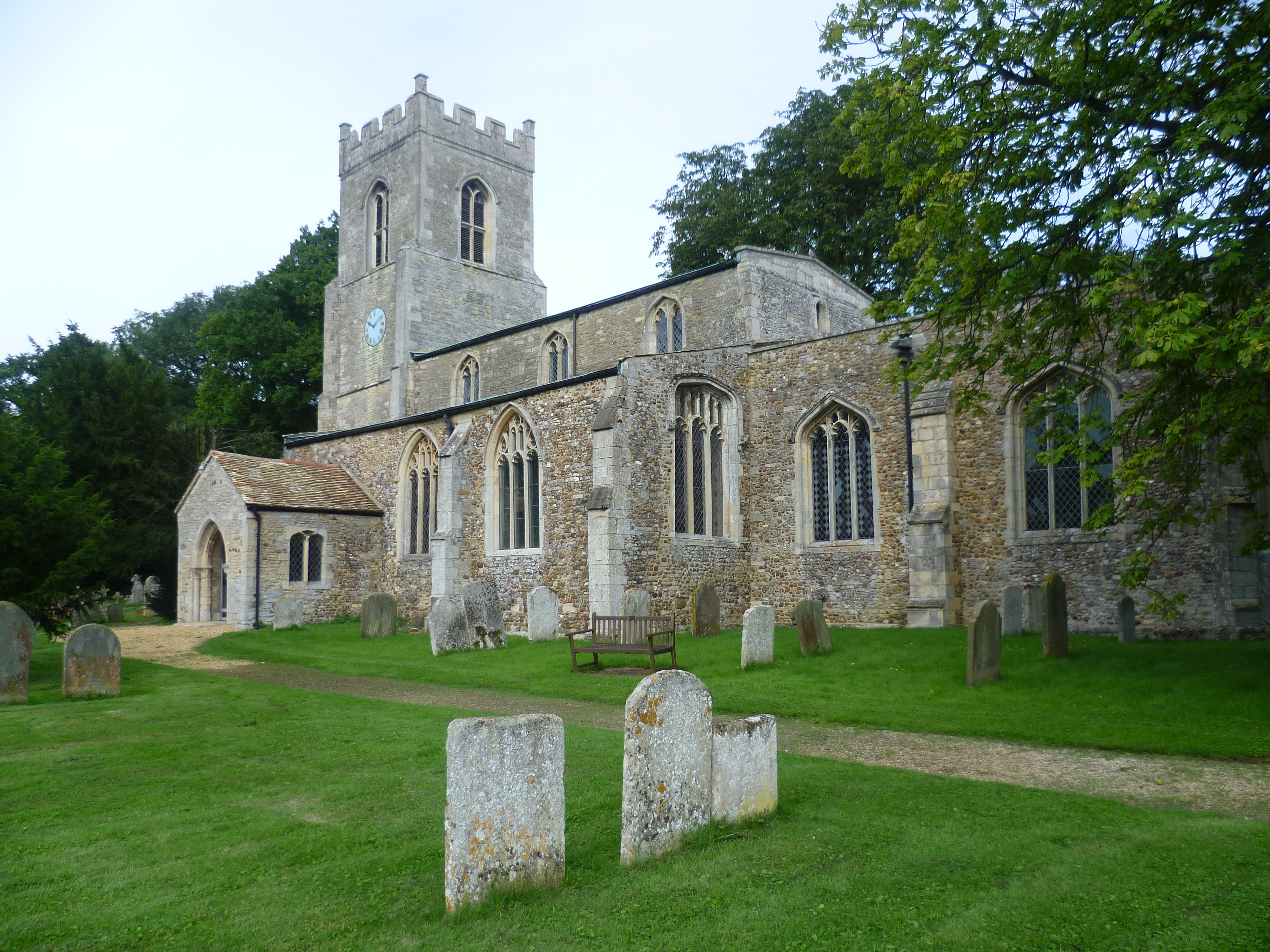
L'église d'Abbots Ripton

L'église paroissiale d'Abbots Ripton, dédiée à saint André, remonte au XIIIe siècle pour sa nef et ses arcades du côté sud, tandis que le chancel, les arcades du côté nord et la tour ouest datent du XVe siècle. C'est un monument classé de Grade I depuis 1958.
Le manoir d'Abbots Ripton Hall remonte au début du XIXe siècle. L'architecte Anthony Salvin procède à d'importants aménagements dans les années 1850 pour le compte des barons de Ramsey (en), qui en font leur résidence principale dans les années 1930. Il sert d'hôpital de fortune pendant la Seconde Guerre mondiale. Les paysagistes Humphrey Waterfield et Lanning Roper (en) aménagent 2 hectares de jardins dans les années 1960-1970. Le manoir et ses jardins constituent un monument classé de Grade II depuis 1987.

### Personnalités liées
- L'évêque de Worcester Jean de Coutances (mort en 1198) est recteur d'Abbots Ripton à la fin du XIIe siècle[6].
- L'archevêque d'York Matthew Hutton (mort en 1606) détient brièvement le rectorat d'Abbots Ripton de 1562 à 1565[7].
- L'évêque de Winchester Charles Trimnell (1663-1723) est né à Abbots Ripton, dont son père est le recteur[8].
- Le polémiste gallois John Jones (en) (1700-1770) est curé d'Abbots Ripton dans la première moitié du XVIIIe siècle[9].
- Le poète John Cranwell (en) (mort en 1793) détient le bénéfice d'Abbots Ripton pendant vingt-six ans dans la deuxième moitié du XVIIIe siècle[10].
- Les barons de Ramsey (en) Ailwyn Fellowes (1910-1993) et John Fellowes (né en 1942) ont pour résidence principale Abbots Ripton Hall.